# Arfeuille-Châtain
Arfeuille-Châtain är en kommun i departementet Creuse i regionen Nouvelle-Aquitaine i de centrala delarna av Frankrike. Kommunen ligger i kantonen Évaux-les-Bains som tillhör arrondissementet Aubusson. År 2022 hade Arfeuille-Châtain 196 invånare.

## Befolkningsutveckling
Antalet invånare i kommunen Arfeuille-Châtain
Referens:INSEE